# Karl Wilhelm Dindorf
Karl Wilhelm Dindorf (n. Leipzig, 2 de enero de 1802 - f. 1 de agosto de 1883) fue un erudito alemán especializado en la Edad Antigua.
Desde su juventud Dindorf mostró un fuerte interés por los estudios del mundo clásico, y tras completar a temprana edad la edición de F. Invernizi de Aristófanes y editar a numerosos gramáticos y retóricos fue nombrado en 1828 profesor extraordinario de historia de la literatura en su ciudad natal. Disgustado tras no obtener el puesto de profesor ordinario cuando este quedó vacante en 1833, dimitió de su puesto en el mismo año y se dedicó por completo al estudio y al trabajo literario.
Al principio centró su atención en Ateneo, las obras del cual editó en 1827, y en los dramaturgos griegos, de los cuales editó sus obras por separado y combinadas en su Poetae Scenici Graeci (ediciones de 1830 y posteriores). También escribió un trabajo sobre la métrica de los poetas dramáticos griegos, y compiló índices léxicos especiales de Esquilo y Sófocles. Editó las obras de Procopio para el Corpus de Niebuhr de escritores bizantinos, y entre 1846 y 1851 publicó en Oxford una importante edición de Demóstenes. También editó obras de Luciano y Josefo para la colección de clásicos de Didot.
Su último trabajo editorial importante fue su Eusebio de Cesarea (1867-1871). Gran parte de su atención estuvo ocupada en la reedición del Thesaurus de Robert Estienne (París, 1831-1865), realizado principalmente por él y por su hermano Ludwig. Se trata este de un trabajo de una laboriosidad y utilidad prodigiosas. Su reputación, sin embargo, se vio un tanto afectada por la impostura llevada a cabo sobre él por el griego Constantino Simonides, quien pudo engañarle con un fragmento falso que pretendía ser del historiador griego Uranio. El libro resultante llegó a ser impreso y ya se habían distribuido unas cuantas copias cuando fue descubierto el engaño, justo a tiempo de prevenir que fuera editado para todo el mundo bajo los auspicios de la Universidad de Oxford.
Poco después de la muerte de su hermano, Dindorf perdió todas sus propiedades y su biblioteca debido a unas precipitadas inversiones especulativas.
Su hermano Ludwig (n. Leipzig, 3 de enero de 1805 - f. 6 de septiembre de 1871) nunca ostentó ninguna posición académica, y llevó una vida tan aislada que muchos incluso dudaban de su existencia real, declarando que era un mero seudónimo de Karl. La importantísima participación que tuvo en la edición del Thesaurus está no obstante autentificada por su propia firma en sus contribuciones. También publicó valiosas ediciones de Polibio, Dión Casio y otros historiadores griegos.